# Mike Shinoda
Michael Kenji Shinoda (Los Angeles, 11 febbraio 1977) è un rapper, cantautore, polistrumentista, produttore discografico e pittore statunitense, fondatore del gruppo musicale rock alternativo Linkin Park.
Nel 2006 la rivista Hit Parader lo ha inserito nella sua lista dei 100 migliori cantanti metal di tutti i tempi alla posizione numero 72.

## Biografia
Nato nel quartiere di Panorama City e cresciuto nel sobborgo losangelino di Agoura Hills, Shinoda ha origini giapponesi dal lato paterno e russe da quello materno.
Shinoda, che a 6 anni aveva già cominciato a seguire lezioni di pianoforte, decise di diventare musicista grazie ad un concerto eseguito in contemporanea dagli Anthrax e dai Public Enemy, a cui assistette nei primi anni novanta. Incoraggiato anche dalla madre, dopo quel concerto iniziò ad ampliare le sue conoscenze musicali, passando dalla musica classica dell'infanzia al jazz e infine all'hip hop; all'età di 14 anni iniziò a suonare la chitarra elettrica, oltre a praticare anche il rapping.
Il 10 maggio 2003 Shinoda si è sposato con Anna Marie Hillinger, con la quale ha avuto due figli.

## Carriera

### Linkin Park

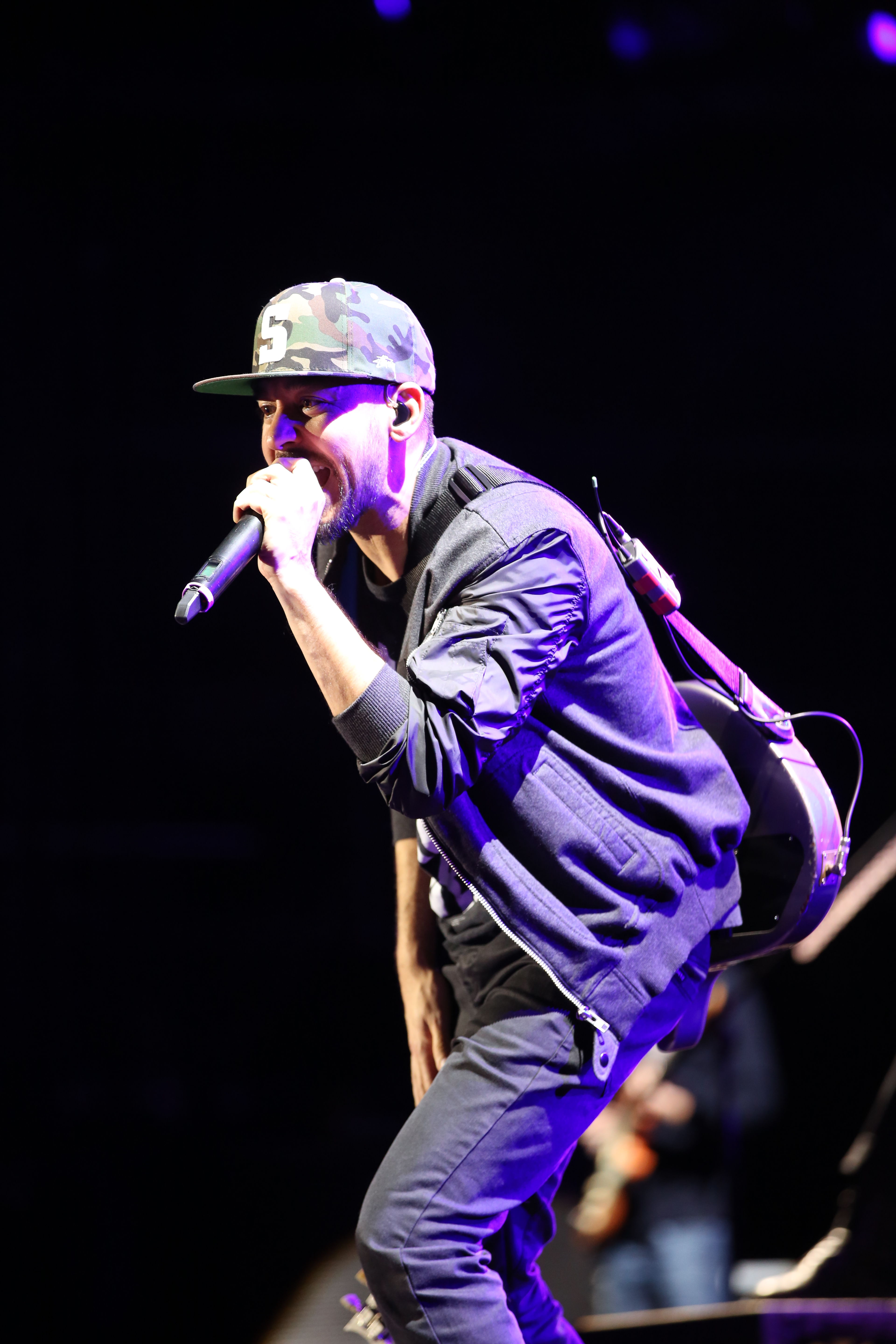
Mike Shinoda in concerto con i Linkin Park al Rock am Ring 2014

Alla Agoura High School Shinoda fece la conoscenza di Mark Wakefield, con il quale formò gli Xero, incidendo i primi demo agli inizi del 1997. Alla formazione si aggiunsero anche il chitarrista Brad Delson, il batterista Rob Bourdon, il DJ Joe Hahn (conosciuto da Shinoda durante gli studi di illustrazione e disegno grafico presso lArt Center College of Design di Pasadena) e il bassista Phoenix.
Terminati gli studi, Shinoda si laureò nel 1998 in illustrazione e divenne graphic designer. Poco prima della sua laurea il rapper contattò il manager Jeff Blue per la ricerca del sostituto di Wakefield (che abbandonò il gruppo nel 1998 per divenire successivamente il manager dei Taproot): la scelta ricadde su Chester Bennington, ex cantante dei Grey Daze. Una volta confermato come nuovo cantante degli Xero, nel 1999 il gruppo cambiò successivamente nome in Hybrid Theory, realizzando l'EP omonimo nello stesso anno, e successivamente tennero alcuni showcase per sei etichette discografiche, ottenendo un contratto discografico con la Warner Bros. Records verso la fine di tale anno. Tuttavia, a causa dell'omonimia con i britannici Hybrid, gli Hybrid Theory cambiarono nome in Linkin Park.
Il 24 ottobre 2000 il gruppo pubblicò l'album di debutto Hybrid Theory, prodotto da Don Gilmore e con una copertina disegnata dallo stesso Shinoda, che illustra un soldato con ali di libellula simboleggiante il carattere appunto "ibrido" della musica dei Linkin Park: il soldato rappresenta l'aggressività e la dinamica del rock, le ali di libellula la leggerezza e l'orecchiabilità dell'hip hop. L'album divenne quello di maggior successo commerciale del genere nu metal, vendendo 27 milioni di copie nel mondo. Nel 2002 ha ricoperto il ruolo di produttore dell'album di remix Reanimation, pubblicato oltreché dalla Warner Bros. anche dalla Machine Shop Recordings, etichetta discografica da lui creata insieme a Delson; nello stesso anno inoltre collaborò insieme a Hahn con gli X-Ecutioners al singolo It's Goin' Down.
Shinoda si è occupato della produzione di tutti gli EP pubblicati dal fan club LP Underground e di tutti gli album in studio del gruppo da Minutes to Midnight (2007) a One More Light (2017).

### Attività solista

#### Fort Minor e collaborazioni con altri artisti

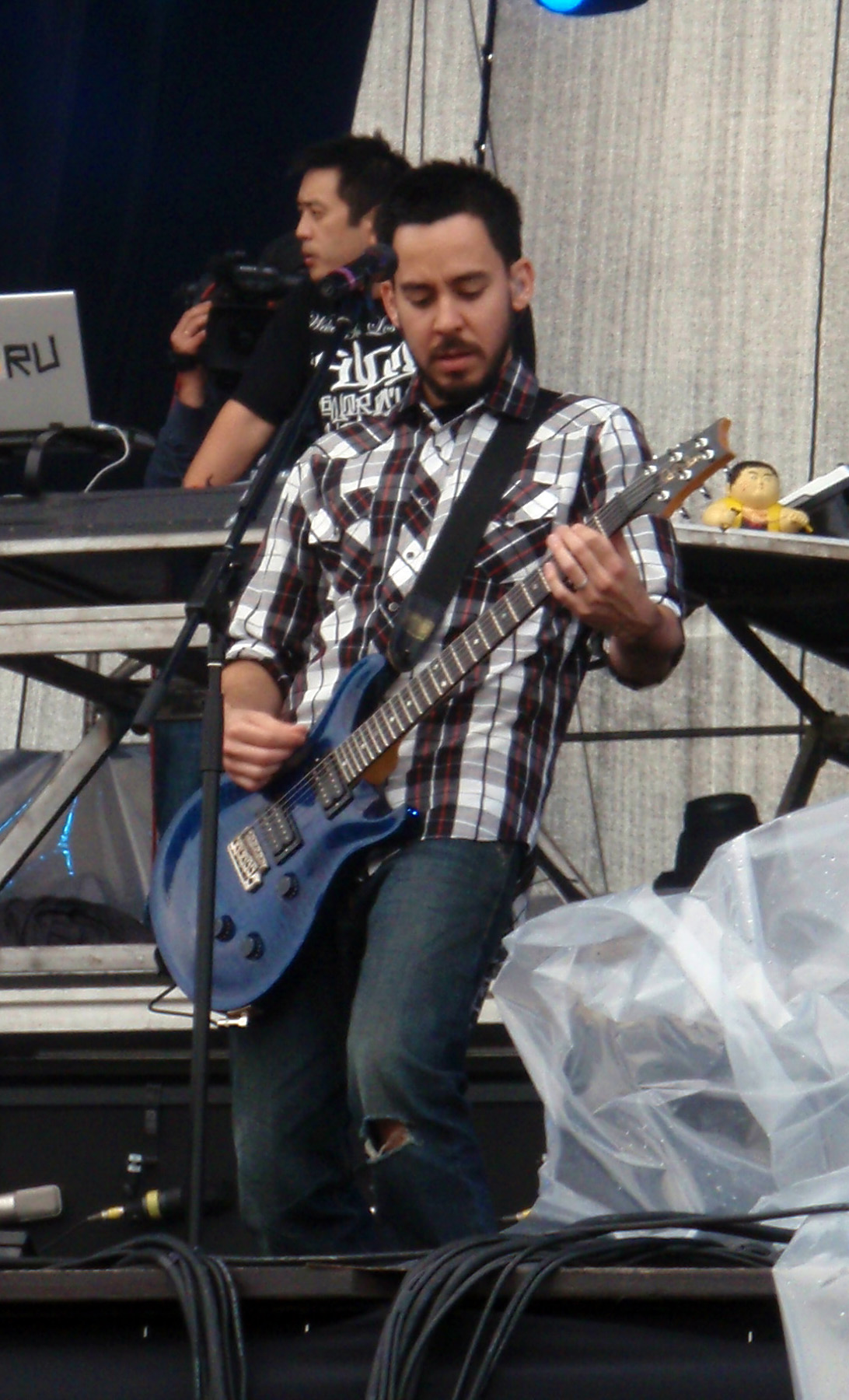
Mike Shinoda con i Linkin Park al Sonisphere Festival 2009

Nel 2004 Shinoda ha collaborato con i Depeche Mode alla realizzazione di un remix per il singolo Enjoy the Silence, estratto successivamente come unico singolo dall'album di remix Remixes 81-04. Intorno allo stesso anno ha annunciato la fondazione del progetto parallelo hip hop Fort Minor, con il quale ha pubblicato l'album The Rising Tied. Uscito nel 2005, il disco ha visto la partecipazione di svariati artisti hip hop e non, quali Styles of Beyond, Black Thought, John Legend e Holly Brook. Sempre nel 2005, il rapper, insieme a Lil Jon, fu invitato a condurre gli MTV Video Music Awards, evento per il quale incise nove brevi brani strumentali. Uno di questi, intitolato Hive, sarebbe stato rielaborato e divenuto 100 Degrees, seconda traccia del mixtape Fort Minor: We Major (2005). Nel 2009 ha realizzato un remix del brano Death to Analog dei Julien-K, incluso nell'edizione speciale dell'album omonimo, mentre l'anno dopo ha collaborato con i Cypress Hill come produttore e cantante al brano Carry Me Away, presente in Rise Up.
Nel settembre 2011, insieme a Joseph Trapanese, ha composto la colonna sonora statunitense del film The Raid - Redenzione, uscito nelle sale cinematografiche statunitensi nel 2012. Tra il 2013 e il 2014 ha invece composto con la partecipazione di Chester Bennington, Phoenix e Joe Hahn dei Linkin Park e con Alec Puro la colonna sonora del film Mall, diretto da Hahn e distribuito nel 2014. Nel 2015 ha pubblicato il singolo inedito Welcome a nome Fort Minor, promosso da un breve tour in Europa nell'estate dello stesso anno.

#### Post Traumatic
Il 25 gennaio 2018 il rapper ha pubblicato il suo primo EP da solista, Post Traumatic EP, contenente tre brani incentrati sul suo trascorso in seguito al suicidio di Bennington avvenuto nel luglio 2017. L'8 marzo dello stesso anno Shinoda ha confermato di essere al lavoro sul suo album di debutto e ha presentato un brano inedito ad alcuni fan che hanno preso parte al relativo video musicale, girato nello stesso giorno a Hollywood, rivelatosi essere Crossing a Line. Quest'ultimo è stato pubblicato il 29 marzo come doppio singolo insieme a Nothing Makes Sense Anymore, rappresentando la prima anticipazione all'album di debutto dell'artista, intitolato Post Traumatic. Pubblicato il 15 giugno dello stesso anno, l'album si compone di sedici brani e rappresenta, secondo le parole dello stesso Shinoda, «un viaggio fuori dal dolore e dalle tenebre, non nel dolore e nelle tenebre. Se qualche persona ha attraversato qualcosa di simile, spero che si senta meno sola. Se non ci è passata attraverso, spero si senta grata». Il disco è stato promosso da un'estesa tournée tra il 2018 e il 2019, durante la quale Shinoda si è esibito tra Europa, Stati Uniti d'America e Asia.
Il 1º novembre 2019 Shinoda ha pubblicato il singolo Fine, composto per il film The Blackout diretto da Egor Baranov.

#### La trilogiaDropped FrameseThe Crimson Chapter EP
Nel 2020 ha pubblicato il secondo album Dropped Frames Vol. 1, interamente strumentale e frutto della collaborazione dello stesso con i fan attraverso Twitch. Ad esso hanno fatto seguito altri due dischi, atti a formare una trilogia, Dropped Frames Vol. 2 e Dropped Frames 3, distribuiti rispettivamente il 31 luglio e il 18 settembre. Nello stesso anno, inoltre, Shinoda ha realizzato un remix del brano Passenger dei Deftones, incluso nella riedizione del loro terzo album White Pony commercializzata nel mese di dicembre; il remix ha in seguito trionfato ai Grammy Awards 2022 nella categoria Best Remixed Recording.
Il 19 febbraio 2021 ha pubblicato il singolo stand-alone Happy Endings, realizzato con la collaborazione di Iann Dior e Upsahl; per esso è stato realizzato anche un video musicale, presentato l'11 marzo seguente. Il 4 giugno dello stesso ha invece reso disponibile per l'ascolto su Calm il brano Cognition, composizione ambient strumentale nata durante le sessioni su Twitch. Il 3 dicembre è uscito il mixtape Ziggurats, composto da quattro brani.
Il 10 marzo 2023 Shinoda ha pubblicato il singolo In My Head, realizzato in collaborazione con Kailee Morgue e facente parte della colonna sonora di Scream VI, per la quale il rapper ha inoltre curato la produzione e la scrittura del brano Still Alive di Demi Lovato. Nell'ottobre seguente è invece uscito Already Over, singolo caratterizzato da sonorità marcatamente rock. Entrambi i brani sono stati inseriti in The Crimson Chapter EP, distribuito digitalmente il 1º dicembre e contenente anche vari remix di Already Over e uno di Fine.